# Olenecamptus rhodesianus
Olenecamptus rhodesianus là một loài bọ cánh cứng trong họ Cerambycidae.